# Спасское (Спасский сельсовет)
Спасское — село в Орловской области России. 
В рамках административно-территориального устройства входит в Спасский сельсовет Орловского района, в рамках организации местного самоуправления — в Орловский муниципальный округ.

## География
Расположено в 15 км к северу от центра города Орла.

## Население
| 2010 |
| ---- |
| 64   |

Согласно результатам переписи 2002 года, в национальной структуре населения из 71 жителя русские составляли 93 % от всей численности населения села.

## История
С 2004 до 2021 гг. в рамках организации местного самоуправления село входила в Спасское сельское поселение, упразднённое вместе с преобразованием муниципального района со всеми другими поселениями путём их объединения в Орловский муниципальный округ.